# Eduardo Martín Toval
Eduardo Martín Toval, né le 5 mars 1942 à Malaga et mort le 15 janvier 2019 à La Cala del Moral, est un homme politique espagnol membre du Parti des socialistes de Catalogne (PSC) et du Parti socialiste ouvrier espagnol (PSOE).
Il est porte-parole du groupe socialiste au Congrès des députés entre 1985 et 1993.

## Biographie

### Débuts professionnels
Docteur en droit et inspecteur du travail, il déménage en 1967 à Barcelone. Il est alors technicien au ministère du Travail et enseigne le droit du travail à l'université autonome (UAB).

### Débuts politiques
Après avoir milité dans des groupes chrétiens progressistes à Malaga, il rejoint l'Organisation révolutionnaire des travailleurs (ORT) en 1970. Il n'y milite que deux ans, rejoint la Convergence socialiste de Catalogne (CSC) en 1974 et finit par adhérer au Parti des socialistes de Catalogne.

### Entrée au Congrès
Pour les élections constituantes du 15 juin 1977, il est investi à la sixième place de la liste commune formée par les socialistes catalans et le Parti socialiste ouvrier espagnol.
Élu au Congrès des députés et membre du groupe parlementaire socialiste de Catalogne, dont il est le porte-parole remplaçant, il siège à la députation permanente, la commission du Travail et la commission de la Santé. Après les élections législatives du 1er mars 1979, il prend les fonctions de porte-parole du groupe socialiste catalan, intègre la commission constitutionnelle et la commission du Règlement.

### Député au Parlement catalan
Dans la perspective des premières élections autonomiques en Catalogne, le 20 mars 1980, le PSC le désigne candidat en quatrième position sur sa liste dans la province de Barcelone. Après son élection au Parlement de Catalogne, il démissionne du Congrès le 26 mars, puis devient porte-parole du groupe socialiste le 21 avril.

### Retour au Congrès
Il se représente pourtant aux élections législatives anticipées du 28 octobre 1982, occupant la quatrième position de la liste du PSC dans la province de Barcelone. Réélu au Congrès, il démissionne du Parlement catalan le 17 novembre. Pour ce nouveau mandat, il devient porte-parole remplaçant du groupe socialiste, membre de la députation permanente, de la commission constitutionnelle et de la commission du Règlement. Le 27 avril 1983, il remplace le député des Asturies Pedro de Silva en tant que secrétaire général du groupe.

### Porte-parole du groupe PSOE
Eduardo Martín Toval est désigné porte-parole du groupe socialiste du Congrès des députés le 23 juillet 1985, à 43 ans, au cours d'une réunion des députés convoquée afin de remplacer Javier Sáenz de Cosculluela, entré dix-huit jours plus tôt au gouvernement, dans ces fonctions. Reconduit après le scrutin de 1986, il est investi le 13 septembre 1989 en deuxième position de la liste socialiste dans la province de Barcelone, juste après le ministre de la Défense Narcís Serra.
À la suite des élections législatives anticipées du 6 juin 1993, le secrétaire général du PSOE Felipe González propose que le ministre de l'Économie et des Finances Carlos Solchaga devienne le nouveau porte-parole parlementaire, tandis que le vice-secrétaire général Alfonso Guerra s'y oppose en proposant la reconduction de Martín Toval. Le 25 juin 1993, la commission exécutive fédérale du PSOE soutient González par une très courte majorité de 15 voix, contre 13 qui appuient Guerra. Eduardo Martín Toval, soutenu par le courant de Guerra et défendu par le maire de La Corogne Paco Vázquez, se présente le 28 juin au vote des députés, mais perd par 66 voix, contre 87 à Solchaga. Un mois plus tard, il est exclu de la liste des membres de la députation permanente proposée par le groupe socialiste.

### De l'échec à Malaga à la fin de la vie politique
Il est investi le 28 décembre 1994 candidat à la mairie de la ville de Malaga, en Andalousie, où il est né et a passé toute sa jeunesse. Il démissionne du Congrès le 26 avril 1995, après une cérémonie à laquelle participent Narcís Serra, Alfonso Guerra, le nouveau porte-parole parlementaire Joaquín Almunia, le conservateur Rodrigo Rato, le nationaliste catalan Joaquim Molins, le nationaliste basque Iñaki Anasagasti, la députée d'IU Rosa Aguilar et environ deux cents personnes, parlementaires et personnels du groupe PSOE. Avec 21,2 % le jour du scrutin, il ne remporte que 7 sièges sur les 31 à pourvoir, contre 9 à IU et 15 au Parti populaire. Du fait de l'absence d'accord entre les forces de gauche, la conservatrice Celia Villalobos est élue maire le 17 juin suivant.
Candidat à la primaire interne du 27 juin 1998 pour la désignation de la tête de liste, il est devancé de seulement 48 voix par l'ancien conseiller au Travail de la Junte d'Andalousie Francisco Oliva. En conséquence, Toval renonce à ses responsabilités de porte-parole du groupe municipal socialiste un mois plus tard.
Il réintègre alors l'inspection du travail, puis rejoint en 2004 le département du Travail et des Affaires sociales de l'ambassade espagnole au Maroc.

### Décès
Il meurt le 16 janvier 2019, à l'âge de 76 ans, d'un infarctus du myocarde à La Cala del Moral. Dans les heures ayant précédé son décès, il avait participé à Malaga à une manifestation pour les droits des femmes.